# 奈井江砂川インターチェンジ
奈井江砂川インターチェンジ（ないえすながわインターチェンジ）は、北海道空知郡奈井江町字奈井江白山（はくさん）にある道央自動車道のインターチェンジ。
砂川市との境界付近にあり、浦臼町や上砂川町、歌志内市へのアクセスにも利用される。
上り線の出入口のランプウェイは、立体交差になっている。

## 歴史
- 1988年（昭和63年）10月8日：美唄IC - 滝川IC間の開通に伴い供用開始。供用前の仮称は「奈井江」であった。
- 2018年（平成30年）12月 : IC番号を「7」から「39」に変更[注 1]。

## 周辺

### 奈井江町
- 道の駅ハウスヤルビ奈井江

### 砂川市
- 豊沼駅（JR北海道・函館本線）

## 接続する道路
- 直接接続
  - 北海道道114号赤平奈井江線

- 間接接続
  - 国道12号
  - 北海道道1130号砂川奈井江美唄線

## 料金所
- ブース数：4

### 入口
- ブース数：2
  - ETC専用：1
  - 一般：1

### 出口
- ブース数：2
  - ETC専用：1
  - 一般：1

## 隣
E5 道央自動車道
(38)美唄IC - 茶志内PA - (39)奈井江砂川IC - (40)砂川SA/スマートIC（北海道子どもの国） - (41)滝川IC